# Deákova stranka
Deákova stranka (Deák Párt) je bila politička stranka desne orijentacije u Ugarskoj. 
Postala je najjača stranka u Ugarskoj akon obnove ustavnog uređenja u Ugarskoj 1860. godine.
U mnogim je pitanjima bila liberalistička. To se vidjelo po pitanju položaja nacionalnih manjinskih zajednica, prema kojima je ova stranka bila obzirnija od košutovaca, šovinističkoj Četrdesetosmaškoj stranci. 
To je bilo prepoznato među nemađariziranim Hrvatima u Bačkoj, koji su se okrenuli k ovoj stranci. Zbog toga je u krajevima nastanjenim Hrvatima ova stranka postigla uspjeh. Pristaše ove stranke zvali su 'vladinovci'.
U Subotici je 1868. osnovana sestrinska Subotička Deákova stranka (Szabadkai Deák Párt).
1875. se godine Deákova stranka spojila sa Strankom lijevog centra   Kálmána Tisze u Slobodoumnu stranku. I nakon fuzije nisu zaboravili svoju biračku bazu, pa su nakon intervencije Age Mamužića kod Tisze Hrvati izborili osnivanje svoje kasine. Boljom organizacijom Hrvata osnivanjem Pučke kasine, ova je stranka preuzela i vlast u Subotici.
Literatura
- Robert Skenderović: Oblikovanje bunjevačkog političkog identiteta u Bačkoj tijekom druge polovine XIX. stoljeća, ČSP, br. 1., 137.-160. (2012)